# James Noble Tyner
James Noble Tyner (Brookville, 17 gennaio 1826 – Washington, 5 dicembre 1904) è stato un politico statunitense.

## Biografia
Fu il ventiseiesimo direttore generale delle poste degli Stati Uniti durante la presidenza di Ulysses S. Grant (18º presidente).
Studiò all'accademia Brookville terminandola nel 1844. Dopo aver studiato legge divenne un avvocato e praticò a Perù, stato di Indiana. Alla sua morte il corpo venne sepolto all'Oak Hill Cemetery.